# Franz Kolb
Franz Kolb a fost un farmacist și inventator german. A inventat plastilina în 1890.
A locuit în München unde lucra ca farmacist.

## Inventarea plastilinei
În secolul XIX Franz Kolb era proprietarul unei farmacii, creând pe lângă alifii i tincturi alte produse cum ar fi: cerneală pentru tiparnițe, ulei pentru ungerea ceasurilor la fabricație, esențe, materiale pentru reconstruirea danturii.
În discuțiile avute cu prietenii săi sculptori, a aflat despre greutățile întâmpinate în realizarea modelelor lor, mai ales iarna, când materialele folosite erau ude și înghețate, ne mai putând fi prelucrate. Dorind să le ușureze munca, Kolb a analizat, a experimentat și în final a prezentat produsul căutat. Acest produs cu numele de "plastilină", rezistent la frig, este ideal pentru prelucrarea tuturor modelelor dorite.
În anul 1890 Franz Kolb a inevnatat și apoi a devenit primul producător de plastilină. Academicienii, directorii școlilor de artă, sculptorii, au fost foarte entuziasmați de acest nou material. Kolb a primit numeroase scrisori de mulțumire pentru inventarea plastilinei.

## Actual
În anul 1915 firma lui Franz Kolb a fost vândută și a preluat denumirea actuală: "Franz Kolb Succesorul". Aceasta produce plastilină după rețeta originală dar și o versiune specială pentru industrie numită "Clay".